# Festes de Sant Antoni de Sa Pobla
La festa de Sant Antoni és la més important de les que se celebren a sa Pobla, es troba documentada des de 1365 i té un fort arrelament popular. Les festes se celebren en honor del sant titular de la parròquia, creada pel rei Sanç I de Mallorca l'any 1315, tot i que la primera referència sobre aquesta titularitat no es documenta fins a l'any 1323, encara que possiblement ho era des dels inicis. La causa s'ha de cercar en el fet que Sant Antoni era el patró dels animals i durant l'edat mitjana l'economia poblera era eminentment ramadera a causa de les pastures, aleshores comunals, que procuraven la Marjal i l'Albufera de Mallorca.
Segons Alexandre Ballester Moragues, cronista oficial de la vila de sa Pobla, la pervivència de les festes de Sant Antoni a través dels segles s'explica per tres vectors: el poble, la parròquia i l'ajuntament. A més a més, la festa té un doble caràcter: religiós i profà. Religiós per la devoció al sant eremita protector del bestiar. Profà per la idea de festa (foguerons, ximbomba, bauxa...) que és comuna en molts pobles mediterranis que celebren el solstici d'hivern.
Les festes estan integrades per un conjunt d'actes religiosos, socials, culturals, esportius i populars, que comencen nou dies abans del dissabte de Sant Antoni, amb la novena de Sant Antoni, i finalitzen a la revetla de Sant Sebastià, una mena de repetició intima, i fora de programa, de la de Sant Antoni que és l'acte més popular i multitudinari de la festa. La festa també té un fort component gastronòmic, amb elements específics, gairebé rituals, com l'Espinagada d'anguila. Fou declarada d'interès turístic el 1966 i actualment tramita la seva declaració com a Festa d'interès cultural.

## La revetla
La revetla és l'acte central de la festa i el que té un caràcter més popular i multitudinari, se celebra a les vespres de Sant Antoni començant una vegada han finalitzat els actes institucionals, tant religiosos com civils, amb l'encesa dels foguerons que es disposen pels carrers i places de la vila segons ho hagin sol·licitat els particulars, el seu nombre és variable, però se situa entorn del centenar.
La gent de la vila sopa normalment a les portasses (cotxeries) menjant coques, espinagades, llom, xuia, llengonisses i boifarrons, i en qualsevol moment es comença a cantar al so de les ximbombes. Una vegada s'ha, sopat els sonadors i cantadors, acompanyats generalment per altres participants en la sopada surten pels carrers a cantar anant de foguero en fogueró, generalment tot amarat de vi i altres licors.
Les cançons són enginyoses i la majoria de vegades d'alt contingut sexual o escatològic, encara que també n'hi ha de polítiques, morals o religioses i es canten amb la "tonada de la ximbomba", que és la pròpia dels actes festius en la tradició popular mallorquina, tot acompanyat de l'instrument que li dona nom. Alguns dels cantadors són glosadors i poden improvisar les lletres i combatre amb altres que s'hi prestin, en altres són gloses preparades prèviament per l'ocasió sense capacitat de disputa, però en la majoria dels casos, els intèrprets tenen memoritzades algunes peces més o manco populars que es repeteixen fins i tot durant anys.
Per una altra banda els milers de visitants que cada any van a sa Pobla aquest dia, si no estan convidats a alguna casa, ocupen el centre del poble entorn de l'ajuntament on disposen d'una bona oferta gastronòmica tant en els restaurants, com en els bars o els tenderols de venda que s'instal·len en aquell entorn, podent gaudir d'uns productes semblants als dels particulars. Molts d'ells també són cantadors i s'integren fàcilment en la dinàmica de les cançons.
Actualment tot això es combina amb comportaments habituals en qualsevol festa popular actual i és fàcil veure jovent fer botellada o anar als bars de música moderna.

## Fites històriques

### Primeres referències
Les festes de Sant Antoni entren en la història documentada el 1365 quan el lloctinent del governador, recrimina al batle de Huialfàs (nom que rebia aleshores sa Pobla), que li confiscàs l'espasa a Joan Montjuic a la nit de la festa de Sant Antoni mentre anava acompanyat de dues dones, cosa que va contra els bons costums; per això li ordena que li retorni i li prega que no torni prendre les armes a qui va en tal companyia:
"En Rodrigo de Sent Martí, cavaller, lochtinent del noble Olfó de Pròxida, cavaller e conseller del senyor Rey, e portant veus de Governador General en Mallorques. Al amat lo Batle de Vialfàs salut e dilectio. Denant nós ha proposat en Johan Monjuych del vostro batliu que la nit de la festa de sent Anthoni prop passada, li levàs una spasa, ell acompanyat dues dones, per que ha a nós suplicat que com de bona custuma sia que armes no sien levades a alcun mentre acompanya dones, li deguessem provehir de remey covinent. Nós, empero, atenens que so que és request per lo dit Johan es cosa rahonable com no sia deguda cosa que halhom qui acompany dona ho dones sien levades armes. Emperamor d'asso vos dehim e us manam que si axí és, com per lo dit Johan és proposat li restituïscats la dita spasa vista la present hoc encara e a cautela vos en pregam cor a aquells que servexen e acompanyen les dones deuen esser fetes cortesies e no’ls deuen esser levades armes. Dat Majoricarum XXVIII mensis februarii anno a Nativitate Domini. MCCCLX quinto." (ARM AH 30 f. 30v).

Aquest document, gairebé banal, suggereix algunes coses importants: que la revetla ja formava part de la festa; que era convenient prendre decisions d'orde públic ja fos pel seu caràcter multitudinari i/o desinhibit i; que ja era tradicional en aquelles dates.

### El plet dels antonians
L'orde dels antonians comptava a la ciutat de Mallorca amb un hospital destinat a l'atenció dels malalts del foc de Sant Antoni, disposant del privilegi que totes les almoines de qualsevol església de Mallorca dipositades en honor de Sant Antoni els fossin destinades o, en cas contrari, s'havien de retirar les imatges del sant.
Quan aquest privilegi es va voler fer efectiu a sa Pobla, va ser causa d'indignació popular i institucional, atesa la circumstància que la de sa Pobla era l'única parròquia mallorquina que tenia Sant Antoni per titular i que la gran devoció dels fidels feia que les seves almoines fossin un pilar fonamental pel sosteniment parroquial. Així l'any 1636 els jurats, amb l'acord del rector, es negaren tant a lliurar les almoines com a retirar la imatge, el plet subsegüent no va finalitzar fins al 1642 en què els antonians desistiren.
En acabar les completes de Sant Antoni de 1643 els poblers es posaren a cridar de manera tumultuosa dins l'església "Visca Sant Antoni!" i aquest acte de satisfacció espontània passà a ser costum any rere any fins que fou abolit cap a l'any 1920 per imposició eclesiàstica que no veia amb bons ulls el desori que es produïa al temple.
A partir de l'any 2002, es recrea aquella vella tradició mitjançant la figura del "clamater" que, acabades les completes, s'adreça als assistents amb una breu al·locució que finalitza amb el crit de "Visca Sant Antoni" que és corejat pels assistents, una sola vegada.
Els clamaters fins avui
- 2002. Alexandre Ballester Moragues
- 2003. Simó Andreu Trobat
- 2004. Miquel Mulet
- 2005. Pascuala Mir
- 2006. Antoni Serra "Ballador"
- 2007. Marjal en festa
- 2008. Antoni Torrens i Gost
- 2009. Biel Cladera "Collut"
- 2010. Antònia Serra "Mussola"
- 2011. Llorenç Serra Ferrer
- 2012. Bartomeu Payeras Bisbal
- 2013. Miquel Capó Soler
- 2014. Manolo Sánchez Jiménez
- 2015. Jaume Caldés Quetglas
- 2016. Guillem Capó Mayol 'Serol'
- 2017. Bartomeu Aloy Llabrés
- 2018. Colla de geganters de Sa Pobla.
- 2019. Bartomeu Mir "Barreroig"
- 2020. Antoni Celià Terrassa

### L'obreria de Sant Antoni
L'Obreria de Sant Antoni era l'antic òrgan de govern de la Confraria de Sant Antoni, ambdues documentades des de 1698, antigament requeia sobre l'obreria l'organització general de la festivitat, però a mesura que l'ajuntament ha assumit major protagonisme, les seves funcions han quedat més restringides a l'àmbit eclesiàstic i a algunes de protocol·làries.
Des d'almenys el segle xvii i fins als anys 60 els membres de l'Obreria feien la "capta" consistent en anar casa per casa sol·licitant un donatiu per a les despeses. Durant el segle XX es documenta que es feia acompanyats d'una colla de xeremiers i portant el penó de Sant Antoni.
Així mateix, antigament acompanyaven les Danceres portant una vara i tenien el privilegi d'iniciar el ball popular que es feia entorn de la casa de la vila.
Actualment, i entre d'altes, s'ocupen de la decoració i il·luminació interior i exterior de l'església i ocupen un lloc preeminent a les completes del dissabte de Sant Antoni i a l'ofici del dia del Sant. Així mateix tenen a càrrec seu la colla de dimonis.

### La colla de dimonis
La colla de dimonis de sa Pobla es troba documentada des de finals del segle xviii, i únicament surten el dissabte de Sant Antoni, fent una cercavila a l'horabaixa, acompanyant les autoritats a l'església i ballant abans dels caparrots.
 Aquesta colla és de les nombroses de Mallorca ja que consta amb 14 dimonis. Destaquen el Dimoni Gros, en "Conguito", els dimonis balladors, entre d'altres. Actualment, es sorteiga la possibilitat de ser un dimoni (concretament 6), 3 de l'Obreria de Sant Antoni i 3 de l'Ajuntament.
Dia 16 de gener, la Nit Bruixa, surten a les 14:30 de l'Obreria i realitzen un passacarrers per tot el poble, visitant llocs rellevants pels poblers. A les 21:15, un cop finalitzades les Completes, ballen juntament amb Sant Antoni a la Plaça Major davant, aproximadament, més de 10.000 persones.
Trobam dimonis a Sa Pobla des de l'any 1958. Essent batle Pedro Ventanyol Qués i gràcies a les 1000 pessetes subvencionades per l'organització de les festes, es dugué a terme la creación d'una colla de dimonis que augmentà en nombre al llarg dels anys.

### Crònica de les festes de l'any 1909
El vicari Parera relata les festes de Sant Antoni entre 1909 i 1926, mitjançant les cròniques de la revista sa Marjal, descrivint el seu ambient popular i donant el seu punt de vista integrista sobre determinades conductes, que ell va ajudar a abolir. La de 1909 és una de les més detallades, abastant un ampli ventall cronològic i informa d'elements, que com els crits, giscos (semblants a l'uc eivissenc), i corns, ja no estan presents a mitjans dels anys 20.
"Janer de 1909
...
Die 10.- A vespres repicadissa grossa de tot qu’anuncia con[sic] tots els anys, la festa de sant Antoni, Titular (y no patró) de aquesta Parroquia.
Día 11.- Les entrecavadores quant van y venen dels tays tocan ximbombes, castanyetes y corns; y les que tenen manco cervell pegan uns giscos desaforats.
Die 13.- Els fadrins qui van de parranda en les vetlades cantan la típica tonada de la ximbomba.
Die 16.- Els obrers surten a captar acompanyats de xeremies, fabiol i tamborino.- A dins els forns hey ha un bogiot espantós y el diable qui s'entenga, perque tothom fa coques am tayades y espinagades amb anguiles corregudes.- A la tarde y al vespre se repica a les totes y per ses completes l'esglesia esplendidament illuminada y endomassada s'umpl d'holis gom. ¡Llástima dels vivas desaforats que forman una nota ben discordant! – Después el Clero y Ajuntament acompanyats am sa música y festés van a n'el refresc de la Sala.- Els fogarons que formen sa nota més bella y tradicional son numerosos y donen a la Vila un aspecte hermós y fantástic.- Sa bacanal formada per genteta sense educació qui toca rabiosament ximbombes, castanyetes y corns y pega giscos escandalosos, par que vaja mancabant de cad'any. ¡Deu doni conexament a ses maragasses que dexan anar ses filles tan alloure!
Die 17.- Quant la campana toca amb tó solemne y acompassat sa Missa d'auba encare se sent colque corn y algunes veus aygordenteras.- A l'ofici l'esglesia y ses tribunes se posen caramull. Sa Capella dels Lluisos canta amb gran afinació sa missa Hoc est corpus meum del famós Lorenzo Perosi; y l'eminent poeta y orador Mn. Miquel Costa fa un sermó de primera.- Molt de bastiá y moltissima gent assisteix a ses alegres beneides, sense qu’hey haje res de nou.- Despues de vespres solemnes se fa sa processó amb tots els penons, y de seguida se fan ses corregudes del gall. Ha resultade una festa grossa ferm.
Die 18.- Passant per devant ses tavernes y cellers, se conex qu’alguns ahir menjant cocas y espinagades, y beguent vi de gargollassa feren nyoc.
Die 19.- Solemnissimes Completas per St. Sebastiá y numerosos fogarons: d'un capdecantó se’n veuen tretze de grossos ferm. Lo demés com el dissapte de St. Antoni.
Die 20.- Tot com el die 17, manco un poc de solemnidad y ses beneides. Se sermó qu’es estad encantador, l'ha fet el P. Alcover, jerma del Vicari General."

### Les innovacions del segle XX
La festa de Sant Antoni de sa Pobla ha estat, almenys durant el segle xx, una festa dinàmica i en continua evolució que ha anat incorporant elements que aviat han esdevingut part integrant de la festa. En aquest sentit, la festa tradicional era religiosa i popular però amb un repartiment horari ben definit: fins que acabaven les completes estava sota direcció religiosa i a partir d'aquest moment es desenvolupava a les cases i als carrers, entremig, hi havia un migrat espai intermedi en què el consistori oferia un refresc. És, fonamentalment, aquest interludi que s'ha anat omplint d'elements i activitats en què el protagonisme i el finançament ha anat a càrrec del consistori: la recepció d'autoritats, els caparrots o el piromusical, que li han anat conferint un to laic que ha permès la incorporació de consideracions de caràcter màgic i antropològic. La seva màxima expressió n'ha estat la denominació de la revetla amb el nom de "nit bruixa", expressió recent cada vegada més freqüent.

#### Els caparrots i gegants
L'any 1952 per suggeriment d'Alexandre Cuellar secretari de l'ajuntament, d'origen olotí, es creà la colla de caparrots, formada inicialment per set figures i a partir de l'any següent per les onze definitives, que foren produïdes pels tallers de la ciutat natal del Sr. Cuellar.
Ballen dues peces al so de la canço "Jo i un pastor" (o "ball de Sant Ferriol"), adaptada per Gaspar Aguiló Forteza "guixó" i arranjada per a banda pel director Joan Rian Cladera i amb coreografia de Jaume Serra.
La seva funció consisteix a acompanyar les autoritats a l'entrada i sortida de completes i ballar a la plaça, tant el dissabte de Sant Antoni, obrint així la revetla pròpiament dita, així com el dia de Sant Antoni. Fins fa uns anys els foguerons s'encenien quan els caparrots havien ballat.
L'any 1983 es creà també la colla de Caparrots minyons que ballen simultàniament amb els grans alternant-se el lloc de la plaça per fer-se visibles des de diferents angles.
L'any 1984 s'incorporà una parella de gegants.

#### Piromusical

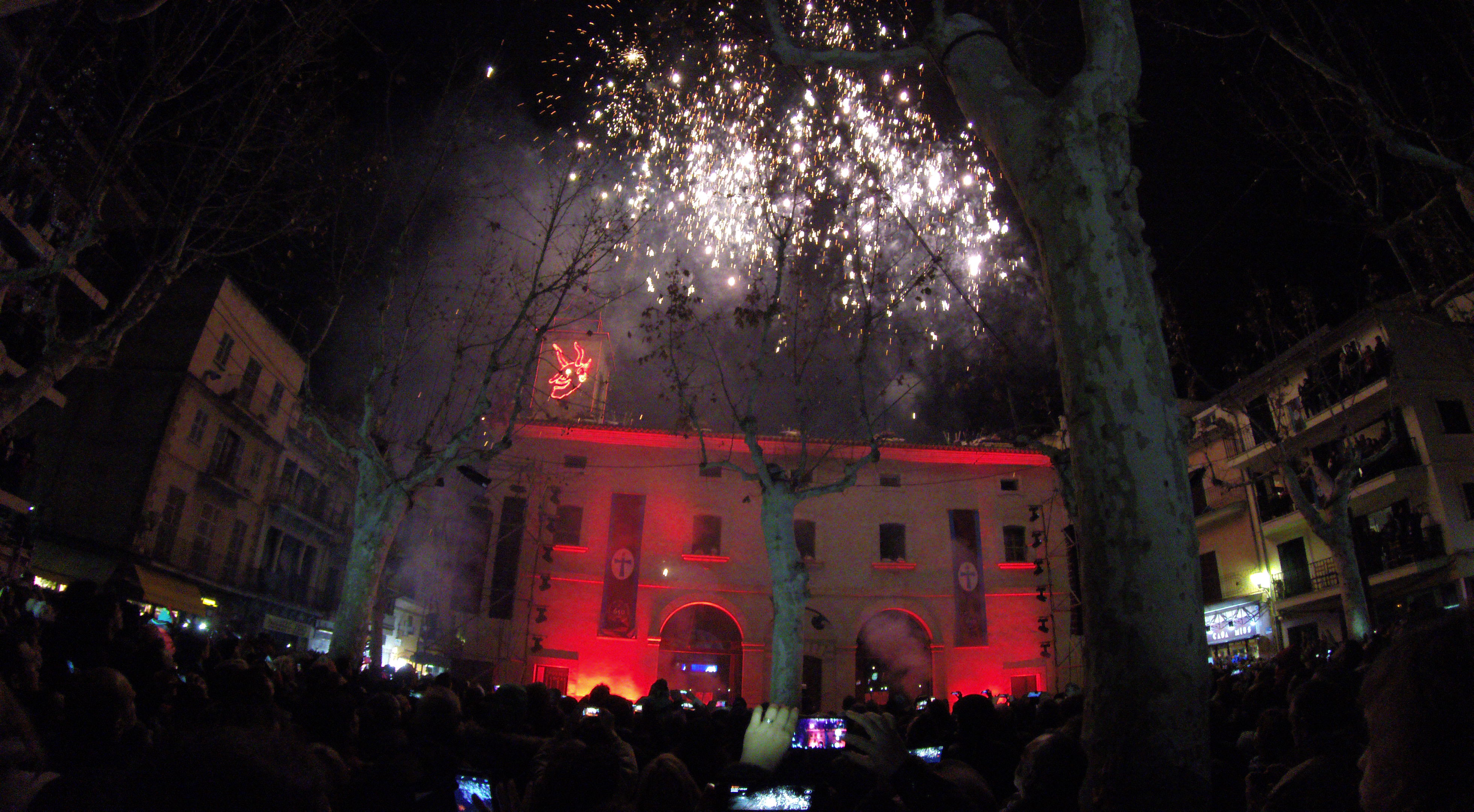
Piromusical 2016.

El piromusical és un espectacle de focs artificials i música que es va començar a realitzar l'any 1998, que s'efectua una vegada han finalitzat la seva actuació els caparrots. La seva i forma i contingut, si bé canvia cada any, conté alguns elements permanents que el fan un espectacle de gran atractiu i originalitat. Per una banda els focs prenen a l'edifici consistorial, sobretot a les teulades, i tant la façana com els envans cremen amb diferents efectes, cosa que fa que sembli que l'edifici s'encén. Per una altra la música sempre inclou elements de música popular, sobretot cançons de ximbomba i algunes altres que suggereixen el terror, amb relació al dimoni i finalment acaba amb alguna melodia triomfant que suggereix la victòria del bé sobre el mal.